# 彼得·诺伊泽尔
彼得·诺伊泽尔（德語：Peter Neusel，1941年11月19日—2021年7月22日），德国男子赛艇运动员。他曾代表德国联队参加1964年夏季奥林匹克运动会赛艇比赛，获得男子四人单桨有舵手金牌。